# Vereinigte Volksbank Saarlouis – Losheim am See – Sulzbach/Saar
Die Vereinigte Volksbank eG Saarlouis – Losheim am See – Sulzbach/Saar ist eine in Deutschland eingetragene Genossenschaftsbank und hat ihren Hauptsitz in Saarlouis. Sie gehört dem Bundesverband der Deutschen Volksbanken und Raiffeisenbanken (BVR) und dessen Sicherungseinrichtung an.

## Geschichte
Die Wurzeln der Vereinigten Volksbank gehen bis in das Jahr 1868 zurück. Als erste Genossenschaftsbank an der Saar wurde am 1. März 1868 der Kreditverein des Warndt in Ludweiler von 24 Mitgliedern gegründet. Die Bank ist im Genossenschaftsregister des Amtsgerichts Saarbrücken als Nr. 1 eingetragen.

### Volksbank Saarlouis eG
Die Volksbank Saarlouis eG wurde 1905 unter dem Namen Fraulauterner Spar- und Darlehenskassen-Verein als eingetragene Genossenschaft mit unbeschränkter Haftpflicht in Fraulautern gegründet. Am 28. August 1927 wurde durch Beschluss der Generalversammlung der Name in Fraulauterner Volksbank eGmbH Fraulautern geändert. 1953 zog der Verwaltungssitz in die Saarbrücker Straße in Fraulautern. 1969 kam es zu einer Fusion mit der Genossenschaftsbank Wallerfangen und der Name wurde in Volksbank Fraulautern-Wallerfangen geändert. Sieben Jahre später fusionierte man mit der Volksbank Siersburg und benannte sich in Volksbank Saarlouis um. 1987 folgte eine Fusion mit der Raiffeisenbank in Saarlouis-Lisdorf und 2000 eine mit der Volksbank Wadgassen. 2002 fusionierte man wiederum, diesmal mit der Volksbank Völklingen-Warndt, der ältesten Volksbank des Saarlandes. 

### Volksbank Saar-West eG
Die Volksbank Saar-West eG wurde 1928 als Saarländische Beamtenbank eGmbH in Saarbrücken gegründet. Initiator war der Vorstand des Beamtenbundes des Saargebietes. Die besondere Struktur der Beamtenbank verwischte sich ab 1960. Ein auf die ursprüngliche Funktion einer Beamtenbank beschränktes Institut hatte im Saarland keine ausreichende Geschäftsgrundlage mehr. Eine Neuorientierung und Ausweitung wurde eingeleitet. 1967 fusionierte man mit der Ensdorfer Volksbank zur volksbank + beamtenbank saar. 1968 schloss man sich mit der Volksbank Schwalbach-Hülzweiler zusammen, die wiederum erst 1967 aus dem Zusammenschluss der Volksbank Schwalbach-Griesborn mit der Raiffeisenkasse Hülzweiler hervorging. 1969 änderte man den Namen zur volksbank saar und 1973 zur volksbank saar-west. 1977 wurde eine neue Hauptstelle in Saarlouis am Kaiser-Friedrich-Ring eröffnet. 1987 kam es zu einem Zusammenschluss mit der Volksbank Felsberg. Neue Schreibweise des Namens wurde Volksbank Saar-West. 1997 wurde die Volksbank Püttlingen aufgenommen.

### Volksbank Westliche Saar plus
Im Juni 2014 fusionierten beide Banken und firmieren seitdem unter dem Namen Volksbank Westliche Saar plus.

### Vereinigte Volksbank Saarlouis – Sulzbach/Saar
Im Juni 2018 fusionierte die Bank mit der Vereinigte Volksbank Dillingen Dudweiler Sulzbach/Saar und firmiert seitdem unter dem Namen Vereinigte Volksbank Saarlouis – Sulzbach/Saar.

### Vereinigte Volksbank Saarlouis – Losheim am See – Sulzbach/Saar
Im Jahre 2019 fusionierte die Bank mit der Volksbank Untere Saar eG und firmiert seitdem unter dem Namen Vereinigte Volksbank eG Saarlouis – Losheim am See – Sulzbach/Saar.